# Microsoft Public License
Microsoft Public License è considerata una licenza OpenSource dall'Open Source Initiative e una licenza libera secondo la Free Software Foundation.
È la licenza meno restrittiva tra le licenze Microsoft e permette di ridistribuire il codice sorgente del software solamente sotto la medesima licenza (MS-PL), mentre è permesso distribuire il codice compilato, anche per scopi commerciali, sotto una licenza compatibile.
Non sono concessi i diritti di utilizzo dei loghi, dei marchi di fabbrica e dei nomi dei contributori al software.
Per distribuire qualsiasi porzione di codice è necessario essere in possesso di tutti i diritti di copyright, dei brevetti, delle licenze e dei marchi ad essa connessi.